# Arnsberg
Arnsberg är en stad i distriktet Hochsauerlandkreis i Nordrhein-Westfalen, Tyskland.

## Stadsdelar
- Neheim
- Arnsberg
- Hüsten
- Oeventrop
- Herdringen
- Bruchhausen
- Müschede
- Voßwinkel
- Niedereimer
- Holzen
- Rumbeck
- Wennigloh
- Bachum
- Breitenbruch
- Uentrop